# White River (Dél-Dakota)
White River város az Amerikai Egyesült Államok Dél-Dakota államában, Mellette megyében, melynek megyeszékhelye is. Lakosainak száma 533 fő (2020. április 1.).

## Népesség
A település népességének változása:

| 2010 | 581 |
| 2020 | 533 |